# Südostfront (Rote Armee)
Die Südostfront (russisch Юго-Восточный фронт) der Roten Armee wurde mit Befehl vom 5. August 1942 aus Teilen der Stalingrader Front unter Verwendung der Kommandoelemente der 1. Panzerarmee und der aufgelösten Südwestfront gebildet. Die Südwestfront war schon Mitte Juli im Zuge der deutschen Don-Offensive aufgelöst und ihre Truppen auf die Stalingrader Front und die Südfront aufgeteilt worden. Vorrangige Aufgabe der neuen Südostfront war es, den Vorstoß der deutschen 6. Armee gegen die Wolga abzuwehren und die drohende Einschließung Stalingrads zu verhindern. Zu diesem Zweck waren dem Frontkommando zunächst die 51, 57. und 64. Armee unterstellt, später kamen die 28. und 62. Armee sowie die 8. Luftarmee hinzu. Am 28. September 1942 wurde die Südostfront in die zweite Formation der Stalingrader Front umbenannt, die bisherige Stalingrader Front bildete die Donfront.

## Frontkommando
- Generaloberst A.I. Jerjomenko;
- Brigadekommissar V. M. Lajok (Mitglied des Militärrats – August 1942);
- ZK-Sekretär der Ukrainischen KP N. S. Chruschtschow (Mitglied des Militärrats, August–September 1942);
- Generalmajor G. F. Sacharow (Chef des Stabes; August–September 1942).